# Лаудон, Джейн
Джейн Лаудон, урождённая Джейн Уэллс Уэбб (англ. Jane C. Loudon; 19 августа 1807, Бирмингем — 13 июля 1858, Лондон) — английская писательница, одна из первых представительниц жанра научной фантастики. Известна также как популяризатор науки для женщин и автор ряда пособий по садоводству.

## Биография и творчество
Джейн Уэбб родилась 19 августа 1807 года в Бирмингеме, в состоятельной семье, и получила домашнее образование, традиционное для девочек того времени. В 1819 году умерла её мать, а в 1824 году — отец. Семнадцатилетней Джейн пришлось обеспечивать себя самостоятельно, и она выбрала для себя карьеру писательницы, поскольку с детских лет интересовалась литературой и писала стихи. В 1826 году вышел её первый сборник, «Prose and Verse».
Первым серьёзным произведением Джейн Уэбб стал роман «Мумия! или история двадцать второго века» (англ. The Mummy!: Or a Tale of the Twenty-Second Century ), опубликованный в 1827 году без указания имени автора. Это было своеобразное произведение, предвосхищающее жанр научной фантастики. В нём Лаудон представила мир будущего как счастливое демократическое общество, руководимое правителем-женщиной и достигшее высокого уровня развития технологий. Древняя мумия (фараона Хеопса) возрождается в этом мире не в результате таинственных заклинаний, а под воздействием гальванизации. Возможно, на выбор темы отчасти повлияла мода на всё египетское, распространившаяся после Египетской кампании Наполеона Бонапарта. Кроме того, не исключено влияние на молодого автора романа Мэри Шелли «Франкенштейн», опубликованного в 1818 году. Однако Уэбб не стремится создать атмосферу ужаса; её произведение носит, скорее, сатирический характер. Дебютный роман Джейн Уэбб получил положительные отзывы критики.
«Мумия» Джейн Уэбб привлекла внимание Джона Клодиуса Лаудона, ботаника, садовода и издателя Gardeners Magazine. Он был уверен, что автор — мужчина, и пожелал познакомиться с ним. Встреча с женщиной, состоявшаяся в 1830 году, чрезвычайно его удивила. Позднее в том же году Джон Лаудон и Джейн Уэбб стали мужем и женой. Джейн начала изучать ботанику под руководством мужа, а также посещала публичные лекции Джона Линдли. Когда её муж потерял в результате ампутации правую руку, Джейн начала помогать ему в его работе — писала под его диктовку, переписывала рукописи, а также сопровождала его в поездках по английским садам.
К 1838 году у четы Лаудон скопились долги, и Джейн, чтобы заработать, снова начала писать, на этот раз в жанре популяризации науки для женщин. В 1840 году вышла её книга «Путешествие юной натуралистки»: рассказ о девочке Агнес, которая вместе со своей матерью путешествует по Британским островам и знакомится с их природой. Лаудон стремилась, в популярной форме, увлечь читательниц естественными науками и пробудить у них интерес к наблюдениям окружающего мира. Но в первую очередь Джейн Лаудон известна как автор ряда пособий по ботанике и садоводству. Её «Пособие по выращиванию цветов для леди» (The Ladies’ Companion to the Flower Garden) 1841 года стало настоящим бестселлером: книга многократно переиздавалась на протяжении десятилетий, и в общей сложности было продано более 20 000 экземпляров. Лаудон, художник-самоучка, иллюстрировал книги жены с помощью новой техники хромолитографии. В 1842 году вышла «Ботаника для леди» (Botany for Ladies), в которой Джейн Лаудон старалась держаться научного стиля изложения, поскольку была убеждена в необходимости приобщения женщин к науке. Вместо системы классификации Линнея она в своём пособии придерживалась альтернативной классификации Декандоля. Книги Лаудон оказали огромное влияние на развитие садоводства, сделав это занятие доступным для всех желающих.
В 1843 году Джона Лаудона не стало, и Джейн с десятилетней дочерью Агнес осталась без средств. С целью заработка она обратилась к журналистике, а также переиздавала книги своего мужа. В 1849 году Джейн предложили возглавить новый журнал, «Спутник леди дома и за границей» (The Ladies’ Companion at Home and Abroad). Журнал пользовался большим успехом, но спрос на книги Джейн в это время упал, и её сместили с должности редактора. Джейн Лаудон умерла в нищете 13 июля 1858 года.